# Jadwiga (krater wenusjański)
Jadwiga – krater na powierzchni Wenus o średnicy 12,7 km, położony na 68,4° szerokości północnej i 91° długości wschodniej.
Decyzją Międzynarodowej Unii Astronomicznej w 1985 roku został nazwany od popularnego polskiego imienia Jadwiga.